# استاندارد چارترد کره
استاندارد چارترد کره (انگلیسی: Standard Chartered Korea) شرکت خدمات مالی کره‌ای است، که در سال ۱۹۲۹ تأسیس شد.